# Alagou-Gräber
Die Alagou-Gräber (chinesisch 阿拉沟古墓群, Pinyin Ālāgōu gǔmùqún, 阿拉沟古墓,  Ālāgōu gǔmù, 阿拉沟墓葬群,  Ālāgōu mùzàngqún oder 阿拉沟古墓葬,  Ālāgōu gǔmùzàng) sind zwei Gräberfelder aus der Zeit der Zeit der Frühlings- und Herbstannalen und der Zeit der Streitenden Reiche im Verwaltungsgebiet der Stadt Turpan im Uigurischen Autonomen Gebiet Xinjiang der Volksrepublik China. Die in den 1970er Jahren entdeckten Gräber enthielten reichlich Grabbeigaben, deren wollene Textilien von besonderem Interesse sind.
Sie liegen im Tian-Shan-Gebirge in der Nähe des Alagou-Reservoirs (阿拉沟水库,  Alagou shuiku) im Tal des Flusses Alagou He im Kreis Toksun zwischen Gaochang und Ürümqi.